# 2013–2014-es UEFA-bajnokok ligája (selejtezők)
A 2013–2014-es UEFA-bajnokok ligája selejtezőit négy fordulóban bonyolították le 2013. július 2. és augusztus 28. között. A rájátszás párosításainak győztesei jutottak be a 2013–2014-es UEFA-bajnokok ligája csoportkörébe.
A mérkőzések oda-visszavágós rendszerben zajlottak. A két találkozó végén az összesítésben jobbnak bizonyuló csapat jutott tovább a következő körbe. Ha az összesítésnél az eredmény döntetlen volt, akkor az idegenben több gólt szerző csapat jutott tovább. Amennyiben az idegenben lőtt gólok száma is azonos volt, akkor 30 perces hosszabbításra került sor a visszavágó rendes játékidejének lejárta után. Ha a 2×15 perces hosszabbításban gólt/gólokat szerzett mindkét együttes, és az összesített állás egyenlő volt, akkor a vendég csapat jutott tovább idegenben szerzett góllal/gólokkal. Gólnélküli hosszabbítás esetén büntetőpárbajra került sor.

## Fordulók és időpontok
| Forduló    | Sorsolás dátuma    | 1. mérkőzés            | 2. mérkőzés            |
| ---------- | ------------------ | ---------------------- | ---------------------- |
| 1. forduló | 2013. június 24.   | 2013. július 2–3.      | 2013. július 9–10.     |
| 2. forduló | 2013. június 24.   | 2013. július 16–17.    | 2013. július 23–24.    |
| 3. forduló | 2013. július 19.   | 2013. július 30–31.    | 2013. augusztus 6–7.   |
| Rájátszás  | 2013. augusztus 9. | 2013. augusztus 20–21. | 2013. augusztus 27–28. |

Az időpontok közép-európai idő/közép-európai nyári idő szerint értendők.

## 1. selejtezőkör
Az első selejtezőkörben négy csapat versenyzett a továbbjutásért, melyet az 50–53.-ig helyen rangsorolt országok bajnokai képviseltek.
| Kiemelt               | Nem kiemelt     |
| --------------------- | --------------- |
| EB/Streymur Tre Penne | Lusitanos Sirak |

### 1. selejtezőkör, párosítások
A párosításokat 2013. június 24-én sorsolták.
| 1. csapat | Össz.Tooltip Aggregate score | 2. csapat   | 1. mérk. | 2. mérk. |
| --------- | ---------------------------- | ----------- | -------- | -------- |
| Sirak     | 3–1                          | Tre Penne   | 3–0      | 0–1      |
| Lusitanos | 3–7                          | EB/Streymur | 2–2      | 1–5      |

### 1. selejtezőkör, 1. mérkőzések
| 2013. július 2. 15:00 |

| Sirak              | 3–0               | Tre Penne |
| ------------------ | ----------------- | --------- |
| Fofana 36' 55' 64' | (1–0) Jegyzőkönyv |           |

| Gjumri városi stadion, Gjumri Játékvezető: Alexandr Aliyev (kazak) |

| 2013. július 2. 19:30 |

| Lusitanos                   | 2–2               | EB/Streymur                          |
| --------------------------- | ----------------- | ------------------------------------ |
| Martínez 24' (11-esből) 29' | (1–0) Jegyzőkönyv | A. Hansen 67' Hanssen 69' (11-esből) |

| Estadi Comunal, Andorra la Vella Játékvezető: Damir Batinić (horvát) |

### 1. selejtezőkör, 2. mérkőzések
| 2013. július 9–10. 20:00 |

| EB/Streymur                                                 | 5–1               | Lusitanos    |
| ----------------------------------------------------------- | ----------------- | ------------ |
| A. Hansen 3' Hanssen 38' 85' Zachariasen 72' Niclasen 90+3' | (2–0) Jegyzőkönyv | Dos Reis 66' |

| Tórsvøllur, Tórshavn Játékvezető: Raymond Crangle (északír) |

| 2013. július 9. 21:00 |

| Tre Penne        | 1–0               | Sirak |
| ---------------- | ----------------- | ----- |
| Kyere 2' (öngól) | (1–0) Jegyzőkönyv |       |

| Stadio Olimpico, Serravalle Játékvezető: Laurent Kopriwa (luxemburgi) |

## 2. selejtezőkör
Az első selejtezőkör három továbbjutójához a 17–49.-ig rangsorolt nemzeti labdarúgó-bajnokságok győztes csapatai csatlakoztak (Liechtensteint kivéve). Sorsoláskor a csapatok aktuális UEFA-együtthatója alapján sorba rendezték a résztvevőket, földrajzi elhelyezkedésük alapján három csoportba sorolták, majd a csoportokon belül minden kiemelthez egy-egy kiemelés nélkülit párosítottak. Az első selejtezőkörből továbbjutó csapatok megkapták az első forduló kiemelt csapatainak együtthatóját, mert a második selejtezőkör sorsolása hamarabb volt, mint az első forduló második mérkőzése.
| 1. csoport                                                         | 1. csoport                                                                 | 2. csoport                                          | 2. csoport                                                                 | 3. csoport                                                                              | 3. csoport                                                                       |
| Kiemelt                                                            | Nem kiemelt                                                                | Kiemelt                                             | Nem kiemelt                                                                | Kiemelt                                                                                 | Nem kiemelt                                                                      |
| ------------------------------------------------------------------ | -------------------------------------------------------------------------- | --------------------------------------------------- | -------------------------------------------------------------------------- | --------------------------------------------------------------------------------------- | -------------------------------------------------------------------------------- |
| Steaua București Viktoria Plzeň Sheriff Tiraspol NK Maribor Neftçi | Željezničar Sarajevo Skënderbeu Korçë Birkirkara FC Vardar Sutjeska Nikšić | Celtic Legia Warszawa Elfsborg Molde FK HJK Ekranas | FH The New Saints Sligo Rovers Cliftonville Daugava Daugavpils Nõmme Kalju | BATE Bariszav Dinamo Zagreb Partizan Slovan Bratislava Makkabi Tel-Aviv Dinamo Tbiliszi | Győri ETO Ludogorec Razgrad Sahter Karagandi Fola Esch EB/Streymur (T) Sirak (T) |

### 2. selejtezőkör, párosítások
A párosításokat 2013. június 24-én sorsolták.
| 1. csapat         | Össz.Tooltip Aggregate score | 2. csapat            | 1. mérk. | 2. mérk.   |
| ----------------- | ---------------------------- | -------------------- | -------- | ---------- |
| Neftçi            | 0–1                          | Skënderbeu Korçë     | 0–0      | 0–1 (h.u.) |
| Steaua București  | 5–1                          | Vardar               | 3–0      | 2–1        |
| Viktoria Plzeň    | 6–4                          | Željezničar Sarajevo | 4–3      | 2–1        |
| Sheriff Tiraspol  | 6–1                          | Sutjeska Nikšić      | 1–1      | 5–0        |
| Birkirkara FC     | 0–2                          | NK Maribor           | 0–0      | 0–2        |
| Sligo Rovers      | 0–3                          | Molde FK             | 0–1      | 0–2        |
| Elfsborg          | 11–1                         | Daugava Daugavpils   | 7–1      | 4–0        |
| HJK               | 1–2                          | Nõmme Kalju          | 0–0      | 1–2        |
| Ekranas           | 1–3                          | FH                   | 0–1      | 1–2        |
| The New Saints    | 1–4                          | Legia Warszawa       | 1–3      | 0–1        |
| Cliftonville      | 0–5                          | Celtic               | 0–3      | 0–2        |
| Fola Esch         | 0–6                          | Dinamo Zagreb        | 0–5      | 0–1        |
| Győri ETO         | 1–4                          | Makkabi Tel-Aviv     | 0–2      | 1–2        |
| BATE Bariszav     | 0–2                          | Sahter Karagandi     | 0–1      | 0–1        |
| Sirak             | 1–1 (i.g.)                   | Partizan             | 1–1      | 0–0        |
| Slovan Bratislava | 2–4                          | Ludogorec Razgrad    | 2–1      | 0–3        |
| Dinamo Tbiliszi   | 9–2                          | EB/Streymur          | 6–1      | 3–1        |

1. 1 2  A sorsoláshoz képest a pályaválasztói jogot felcserélték.

### 2. selejtezőkör, 1. mérkőzések
| 2013. július 16. 17:30 |

| Viktoria Plzeň                          | 4–3               | Željezničar Sarajevo              |
| --------------------------------------- | ----------------- | --------------------------------- |
| Čišovský 63' Kolář 66' 76' Rajtoral 81' | (0–0) Jegyzőkönyv | Tomić 52' Selimović 78' Bučan 85' |

| Doosan Arena, Plzeň Játékvezető: César Muñiz Fernández (spanyol) |

| 2013. július 16. 18:00 |

| BATE Bariszav | 0–1               | Sahter Karagandi  |
| ------------- | ----------------- | ----------------- |
|               | (0–0) Jegyzőkönyv | Khizhnichenko 48' |

| Haradski Stadium, Bariszav Játékvezető: John Beaton (skót) |

| 2013. július 16. 18:00 |

| Dinamo Tbiliszi                                                  | 6–1               | EB/Streymur        |
| ---------------------------------------------------------------- | ----------------- | ------------------ |
| Ustaritz 40' Dvali 43' Grigalashvili 72' Xisco 75' Vouho 77' 81' | (2–1) Jegyzőkönyv | Glišić 42' (öngól) |

| Dinamo Arena, Tbiliszi Játékvezető: Alan Mario Sant (máltai) |

| 2013. július 16. 19:00 |

| Sheriff Tiraspol      | 1–1               | Sutjeska Nikšić |
| --------------------- | ----------------- | --------------- |
| Luvannor Henrique 45' | (1–0) Jegyzőkönyv | Pejović 54'     |

| Sheriff Stadium, Tiraspol Játékvezető: Bülent Yıldırım (török) |

| 2013. július 16. 19:00 |

| Ekranas | 0–1               | FH            |
| ------- | ----------------- | ------------- |
|         | (0–1) Jegyzőkönyv | Viðarsson 30' |

| Aukštaitija Stadium, Panevėžys Játékvezető: Dag Vidar Hafsås (norvég) |

| 2013. július 16. 19:30 |

| Birkirkara FC | 0–0         | NK Maribor |
| ------------- | ----------- | ---------- |
|               | Jegyzőkönyv |            |

| Nemzeti Stadion, Ta’ Qali Játékvezető: Radu Marian Petrescu (román) |

| 2013. július 16. 19:30 |

| Fola Esch | 0–5               | Dinamo Zagreb                                   |
| --------- | ----------------- | ----------------------------------------------- |
|           | (0–0) Jegyzőkönyv | Soudani 59' 63' Čop 64' Ademi 75' Fernándes 79' |

| Stade Municipal de la Ville de Differdange, Differdange Játékvezető: Bobby Madden (skót) |

| 2013. július 16. 19:45 |

| Steaua București                               | 3–0               | Vardar |
| ---------------------------------------------- | ----------------- | ------ |
| Tănase 12' Pintilii 21' Pavlović 45+2' (öngól) | (3–0) Jegyzőkönyv |        |

| Arena Națională, Bukarest Játékvezető: Radek Příhoda (cseh) |

| 2013. július 17. 15:00 |

| Sirak        | 1–1               | Partizan     |
| ------------ | ----------------- | ------------ |
| Hakobyan 48' | (0–0) Jegyzőkönyv | Volkov 90+3' |

| Gjumri városi stadion, Gjumri Játékvezető: Libor Kovařík (cseh) |

| 2013. július 17. 17:30 |

| HJK | 0–0         | Nõmme Kalju |
| --- | ----------- | ----------- |
|     | Jegyzőkönyv |             |

| Sonera Stadium, Helsinki Játékvezető: Jovan Kaluđerović (montenegrói) |

| 2013. július 17. 18:00 |

| Neftçi | 0–0         | Skënderbeu Korçë |
| ------ | ----------- | ---------------- |
|        | Jegyzőkönyv |                  |

| Bakcell Arena, Baku Játékvezető: Leontios Trattou (ciprusi) |

| 2013. július 17. 19:00 |

| Sligo Rovers | 0–1               | Molde FK         |
| ------------ | ----------------- | ---------------- |
|              | (0–1) Jegyzőkönyv | Chima Chukwu 42' |

| Showgrounds, Sligo Játékvezető: Alexandre Boucaut (belga) |

| 2013. július 17. 19:00 |

| Elfsborg                                                                              | 7–1               | Daugava Daugavpils |
| ------------------------------------------------------------------------------------- | ----------------- | ------------------ |
| Rohdén 20' 62' Sokolovs 48' (öngól) Nilsson 61' Bangura 68' Claesson 89' Holmén 90+2' | (1–0) Jegyzőkönyv | Iizuka 78'         |

| Borås Arena, Borås Játékvezető: Carlos del Cerro Grande (spanyol) |

| 2013. július 17. 20:15 |

| The New Saints | 1–3               | Legia Warszawa                            |
| -------------- | ----------------- | ----------------------------------------- |
| Fraughan 12'   | (1–0) Jegyzőkönyv | Kucharczyk 47' Saganowski 57' Kosecki 74' |

| Racecourse Ground, Wrexham Játékvezető: Thorvaldur Árnason (izlandi) |

| 2013. július 17. 20:15 |

| Slovan Bratislava            | 2–1               | Ludogorec Razgrad |
| ---------------------------- | ----------------- | ----------------- |
| Halenár 87' 90+3' (11-esből) | (0–0) Jegyzőkönyv | Mäntylä 65'       |

| Štadión Pasienky, Pozsony Játékvezető: Anthony Taylor (angol) |

| 2013. július 17. 20:30 |

| Győri ETO | 0–2               | Makkabi Tel-Aviv            |
| --------- | ----------------- | --------------------------- |
|           | (0–0) Jegyzőkönyv | Yitzhaki 76' Alberman 90+4' |

| ETO Park, Győr Játékvezető: Markus Hameter (osztrák) |

| 2013. július 17. 20:45 |

| Cliftonville | 0–3               | Celtic                               |
| ------------ | ----------------- | ------------------------------------ |
|              | (0–2) Jegyzőkönyv | Lustig 25' Szamarász 31' Forrest 85' |

| Solitude, Belfast Játékvezető: Serhiy Boyko (ukrán) |

### 2. selejtezőkör, 2. mérkőzések
| 2013. július 23. 15:30 |

| Sahter Karagandi | 1–0               | BATE Bariszav |
| ---------------- | ----------------- | ------------- |
| Zyankovich 82'   | (0–0) Jegyzőkönyv |               |

| Shakhtyor Stadium, Karagandi Játékvezető: Stephan Klossner (svájci) |

| 2013. július 23. 17:00 |

| Daugava Daugavpils | 0–4               | Elfsborg                                                    |
| ------------------ | ----------------- | ----------------------------------------------------------- |
|                    | (0–1) Jegyzőkönyv | Keene 41' Claesson 61' Hult 66' M. Andersson 86' (11-esből) |

| Daugava Stadium, Daugavpils Játékvezető: Athanasios Giachos (görög) |

| 2013. július 23. 17:30 |

| Sutjeska Nikšić | 0–5               | Sheriff Tiraspol                                         |
| --------------- | ----------------- | -------------------------------------------------------- |
|                 | (0–1) Jegyzőkönyv | Cadú 14' Ricardinho 47' Fernando 52' 65' Scripchenco 86' |

| Gradski stadion, Nikšić Játékvezető: Vladimir Kazmenko (orosz) |

| 2013. július 23. 17:30 |

| Nõmme Kalju              | 2–1               | HJK        |
| ------------------------ | ----------------- | ---------- |
| Ceesay 28' Quintieri 35' | (2–0) Jegyzőkönyv | Savage 64' |

| Kadriorg Stadium, Tallinn Játékvezető: Milenko Vukadinović (szerb) |

| 2013. július 23. 19:00 |

| Molde FK           | 2–0               | Sligo Rovers |
| ------------------ | ----------------- | ------------ |
| Linnes 5' Coly 18' | (1–0) Jegyzőkönyv |              |

| Aker Stadion, Molde Játékvezető: Danilo Grujić (szerb) |

| 2013. július 23. 20:00 |

| Skënderbeu Korçë | 1–0 (h. u.)                 | Neftçi |
| ---------------- | --------------------------- | ------ |
| Orelesi 116'     | (0–0, 0–0, 1–0) Jegyzőkönyv |        |

| Skënderbeu Stadium, Korçë Játékvezető: Paweł Gil (lengyel) |

| 2013. július 23. 20:00 |

| EB/Streymur   | 1–3               | Dinamo Tbiliszi                          |
| ------------- | ----------------- | ---------------------------------------- |
| Danielsen 27' | (1–2) Jegyzőkönyv | Xisco 7' (11-esből) Dvali 12' Glišić 84' |

| Tórsvøllur, Tórshavn Játékvezető: Simon Lee Evans (walesi) |

| 2013. július 23. 20:30 |

| Makkabi Tel-Aviv        | 2–1               | Győri ETO    |
| ----------------------- | ----------------- | ------------ |
| Ben Haim 25' Zahavi 79' | (1–0) Jegyzőkönyv | Martínez 86' |

| Bloomfield Stadium, Tel Aviv Játékvezető: Martin Hansson (svéd) |

| 2013. július 23. 20:45 |

| Vardar          | 1–2               | Steaua București             |
| --------------- | ----------------- | ---------------------------- |
| Kostovski 45+1' | (1–1) Jegyzőkönyv | Piovaccari 23' Bourceanu 72' |

| Philip II Arena, Szkopje Játékvezető: Oleksandr Derdo (ukrán) |

| 2013. július 23. 20:45 |

| Celtic                    | 2–0               | Cliftonville |
| ------------------------- | ----------------- | ------------ |
| Ambrose 16' Szamarász 70' | (1–0) Jegyzőkönyv |              |

| Celtic Park, Glasgow Játékvezető: Thorsten Kinhöfer (német) |

| 2013. július 23. 20:45 |

| Dinamo Zagreb           | 1–0               | Fola Esch |
| ----------------------- | ----------------- | --------- |
| Kramarić 78' (11-esből) | (0–0) Jegyzőkönyv |           |

| Maksimir Stadion, Zágráb Játékvezető: Lasha Silagava (grúz) |

| 2013. július 23. 21:00 |

| Željezničar Sarajevo | 1–2               | Viktoria Plzeň         |
| -------------------- | ----------------- | ---------------------- |
| Jamak 45'            | (1–2) Jegyzőkönyv | Wágner 5' Petržela 30' |

| Asim Ferhatović Hase Stadium, Szarajevó Játékvezető: João Capela (portugál) |

| 2013. július 23. 21:15 |

| FH                             | 2–1               | Ekranas                  |
| ------------------------------ | ----------------- | ------------------------ |
| Sverrisson 38' Björnsson 90+2' | (1–1) Jegyzőkönyv | Buinickij 26' (11-esből) |

| Kaplakriki, Hafnarfjörður Játékvezető: Ivan Kružliak (szlovák) |

| 2013. július 24. 19:30 |

| Ludogorec Razgrad                | 3–0               | Slovan Bratislava |
| -------------------------------- | ----------------- | ----------------- |
| Stoyanov 3' Abalo Paulos 12' 78' | (2–0) Jegyzőkönyv |                   |

| Ludogorets Arena, Razgrad Játékvezető: Mauro Bergonzi (olasz) |

| 2013. július 24. 20:00 |

| NK Maribor               | 2–0               | Birkirkara FC |
| ------------------------ | ----------------- | ------------- |
| Cvijanović 28' Viler 47' | (1–0) Jegyzőkönyv |               |

| Ljudski vrt, Maribor Játékvezető: Andris Treimanis (lett) |

| 2013. július 24. 20:45 |

| Legia Warszawa  | 1–0               | The New Saints |
| --------------- | ----------------- | -------------- |
| Dvalishvili 53' | (0–0) Jegyzőkönyv |                |

| Pepsi Arena, Varsó Játékvezető: Bardhyl Pashaj (albán) |

| 2013. július 24. 20:45 |

| Partizan | 0–0         | Sirak |
| -------- | ----------- | ----- |
|          | Jegyzőkönyv |       |

| Partizan Stadion, Belgrád Játékvezető: Ioannis Anastasiou (ciprusi) |

## 3. selejtezőkör
Ez a selejtezőkör két ágon zajlott, mely a bajnokcsapatoknak rendezett, valamint a bajnoki helyezés alapján induló csapatok selejtezőjéből állt. A párosítások győztesei a következő körbe léptek, míg a vesztes csapatok a 2013–2014-es Európa-liga rájátszásában folytatták.

### Bajnokcsapatok selejtezője
| 1. csoport                                                          | 1. csoport                                                                                 | 2. csoport                                                                        | 2. csoport                                                                    |
| Kiemelt                                                             | Nem kiemelt                                                                                | Kiemelt                                                                           | Nem kiemelt                                                                   |
| ------------------------------------------------------------------- | ------------------------------------------------------------------------------------------ | --------------------------------------------------------------------------------- | ----------------------------------------------------------------------------- |
| FC Basel Steaua București (T) APÓEL Partizan (T) Legia Warszawa (T) | NK Maribor (T) Ludogorec Razgrad (T) Makkabi Tel-Aviv (T) Molde FK (T) Dinamo Tbiliszi (T) | Sahter Karagandi (T) Celtic (T) Viktoria Plzeň (T) Dinamo Zagreb (T) Austria Wien | Sheriff Tiraspol (T) Elfsborg (T) Nõmme Kalju (T) FH (T) Skënderbeu Korçë (T) |

Jegyzetek
- T: A 2. selejtezőkörből továbbjutott csapat, a sorsoláskor nem volt ismert.
- A dőlt betűvel írt csapatok a 2. selejtezőkörben egy magasabb együtthatóval rendelkező csapat ellen győztek, és az ellenfél együtthatóját hozták magukkal.

#### 3. selejtezőkör, párosítások
| 1. csapat          | Össz.Tooltip Aggregate score | 2. csapat        | 1. mérk. | 2. mérk. |
| ------------------ | ---------------------------- | ---------------- | -------- | -------- |
| Bajnoki ág         |                              |                  |          |          |
| FC Basel           | 4–3                          | Makkabi Tel-Aviv | 1–0      | 3–3      |
| Molde FK           | 1–1 (i.g.)                   | Legia Warszawa   | 1–1      | 0–0      |
| Ludogorec Razgrad  | 3–1                          | Partizan         | 2–1      | 1–0      |
| Dinamo Tbiliszi    | 1–3                          | Steaua București | 0–2      | 1–1      |
| APÓEL              | 1–1 (i.g.)                   | NK Maribor       | 1–1      | 0–0      |
| Celtic             | 1–0                          | Elfsborg         | 1–0      | 0–0      |
| Sahter Karagandi   | 5–3                          | Skënderbeu Korçë | 3–0      | 2–3      |
| Austria Wien       | 1–0                          | FH               | 1–0      | 0–0      |
| Nõmme Kalju        | 2–10                         | Viktoria Plzeň   | 0–4      | 2–6      |
| Dinamo Zagreb      | 4–0                          | Sheriff Tiraspol | 1–0      | 3–0      |
| Nem bajnoki ág     |                              |                  |          |          |
| Nordsjælland       | 0–6                          | Zenyit           | 0–1      | 0–5      |
| Red Bull Salzburg  | 2–4                          | Fenerbahçe       | 1–1      | 1–3      |
| PAÓK               | 1–3                          | Metaliszt Harkiv | 0–2      | 1–1      |
| PSV Eindhoven      | 5–0                          | Zulte-Waregem    | 2–0      | 3–0      |
| Olympique Lyonnais | 2–0                          | Grasshopper      | 1–0      | 1–0      |

#### 3. selejtezőkör, 1. mérkőzések (bajnokcsapatok)
| 2013. július 30. 15:00 |

| Sahter Karagandi                          | 3–0               | Skënderbeu Korçë |
| ----------------------------------------- | ----------------- | ---------------- |
| Ðidić 8' Murtazayev 79' Khizhnichenko 90' | (1–0) Jegyzőkönyv |                  |

| Asztana Arena, Asztana Játékvezető: Aleksei Nikolaev (orosz) |

| 2013. július 30. 18:00 |

| Dinamo Tbiliszi | 0–2               | Steaua București |
| --------------- | ----------------- | ---------------- |
|                 | (0–0) Jegyzőkönyv | Iancu 64' 80'    |

| Dinamo Arena, Tbiliszi Játékvezető: Robert Schörgenhofer (osztrák) |

| 2013. július 30. 18:00 |

| Austria Wien | 1–0               | FH |
| ------------ | ----------------- | -- |
| Royer 25'    | (1–0) Jegyzőkönyv |    |

| Generali Arena, Bécs Játékvezető: Bobby Madden (skót) |

| 2013. július 30. 18:00 |

| Nõmme Kalju | 0–4               | Viktoria Plzeň                  |
| ----------- | ----------------- | ------------------------------- |
|             | (0–1) Jegyzőkönyv | Čišovský 2' 51' 90+2' Ďuriš 77' |

| Lilleküla Stadium, Tallinn Játékvezető: Andre Marriner (angol) |

| 2013. július 30. 19:00 |

| FC Basel    | 1–0               | Makkabi Tel-Aviv |
| ----------- | ----------------- | ---------------- |
| Stocker 39' | (1–0) Jegyzőkönyv |                  |

| St. Jakob-Park, Basel Játékvezető: Szymon Marciniak (lengyel) |

| 2013. július 30. 20:45 |

| Dinamo Zagreb | 1–0               | Sheriff Tiraspol |
| ------------- | ----------------- | ---------------- |
| Rukavina 89'  | (0–0) Jegyzőkönyv |                  |

| Maksimir Stadion, Zágráb Játékvezető: Carlos Clos Gómez (spanyol) |

| 2013. július 31. 19:00 |

| Molde FK  | 1–1               | Legia Warszawa  |
| --------- | ----------------- | --------------- |
| Chima 29' | (1–0) Jegyzőkönyv | Dvalishvili 68' |

| Aker Stadion, Molde Játékvezető: Anasztásziosz Kákosz (görög) |

| 2013. július 31. 19:00 |

| APÓEL         | 1–1               | NK Maribor  |
| ------------- | ----------------- | ----------- |
| Gonçalves 21' | (1–0) Jegyzőkönyv | Tavares 64' |

| GSP Stadium, Nicosia Játékvezető: Serhiy Boyko (ukrán) |

| 2013. július 31. 19:30 |

| Ludogorec Razgrad              | 2–1               | Partizan     |
| ------------------------------ | ----------------- | ------------ |
| Marcelinho 54' Aleksandrov 65' | (0–0) Jegyzőkönyv | Marković 49' |

| Ludogorets Arena, Razgrad Játékvezető: Michael Koukoulakis (görög) |

| 2013. július 31. 20:45 |

| Celtic      | 1–0               | Elfsborg |
| ----------- | ----------------- | -------- |
| Commons 76' | (0–0) Jegyzőkönyv |          |

| Celtic Park, Glasgow Játékvezető: Manuel De Sousa (portugál) |

#### 3. selejtezőkör, 2. mérkőzések (bajnokcsapatok)
| 2013. augusztus 6. 19:00 |

| Makkabi Tel-Aviv                      | 3–3               | FC Basel                                |
| ------------------------------------- | ----------------- | --------------------------------------- |
| Schär 34' (öngól) Zahavi 37' Radi 55' | (2–3) Jegyzőkönyv | Schär 5' (11-esből) Szaláh 21' Díaz 32' |

| Bloomfield Stadium, Tel-Aviv Játékvezető: Clément Turpin (francia) |

| 2013. augusztus 6. 19:45 |

| Steaua București | 1–1               | Dinamo Tbiliszi |
| ---------------- | ----------------- | --------------- |
| Latovlevici 6'   | (1–0) Jegyzőkönyv | Ustaritz 48'    |

| Arena Națională, Bukarest Játékvezető: Kristinn Jakobsson (izlandi) |

| 2013. augusztus 6. 20:00 |

| NK Maribor | 0–0         | APÓEL |
| ---------- | ----------- | ----- |
|            | Jegyzőkönyv |       |

| Stadion Ljudski vrt, Maribor Játékvezető: Aleksei Kulbakov (fehérorosz) |

| 2013. augusztus 6. 20:00 |

| Skënderbeu Korçë                               | 3–2               | Sahter Karagandi                |
| ---------------------------------------------- | ----------------- | ------------------------------- |
| Tomić 9' Shkëmbi 20' (11-esből) 29' (11-esből) | (3–1) Jegyzőkönyv | Khizhnichenko 38' Baizhanov 67' |

| Qemal Stafa Stadium, Tirana Játékvezető: Ivan Kružliak (szlovák) |

| 2013. augusztus 6. 20:45 |

| Partizan | 0–1               | Ludogorec Razgrad        |
| -------- | ----------------- | ------------------------ |
|          | (0–0) Jegyzőkönyv | Zlatinski 88' (11-esből) |

| Partizan Stadion, Belgrád Játékvezető: Alan Kelly (ír) |

| 2013. augusztus 7. 18:00 |

| FH | 0–0         | Austria Wien |
| -- | ----------- | ------------ |
|    | Jegyzőkönyv |              |

| Kaplakriki, Hafnarfjörður Játékvezető: Nikolay Yordanov (bolgár) |

| 2013. augusztus 7. 19:00 |

| Sheriff Tiraspol | 0–3               | Dinamo Zagreb                     |
| ---------------- | ----------------- | --------------------------------- |
|                  | (0–2) Jegyzőkönyv | Fernándes 10' Soudani 27' Čop 61' |

| Sheriff Stadium, Tiraspol Játékvezető: Danny Makkelie (holland) |

| 2013. augusztus 7. 19:45 |

| Elfsborg | 0–0         | Celtic |
| -------- | ----------- | ------ |
|          | Jegyzőkönyv |        |

| Borås Arena, Borås Játékvezető: Vladislav Bezborodov (orosz) |

| 2013. augusztus 7. 20:15 |

| Viktoria Plzeň                                                | 6–2               | Nõmme Kalju       |
| ------------------------------------------------------------- | ----------------- | ----------------- |
| Horváth 20' (11-esből) 44' 62' Tecl 58' Hořava 71' Wágner 82' | (2–1) Jegyzőkönyv | Quintieri 10' 69' |

| Doosan Arena, Plzeň Játékvezető: Stefan Johannesson (svéd) |

| 2013. augusztus 7. 20:45 |

| Legia Warszawa | 0–0         | Molde FK |
| -------------- | ----------- | -------- |
|                | Jegyzőkönyv |          |

| Pepsi Arena, Varsó Játékvezető: Alexandru Tudor (román) |

### Bajnoki helyezés alapján részt vevő csapatok selejtezője
| Kiemelt                                                       | Nem kiemelt                                                         |
| ------------------------------------------------------------- | ------------------------------------------------------------------- |
| Olympique Lyonnais Zenyit PSV Eindhoven Metaliszt Harkiv PAÓK | Red Bull Salzburg Fenerbahçe Nordsjælland Grasshopper Zulte-Waregem |

#### 3. selejtezőkör, 1. mérkőzések (nem bajnok csapatok)
| 2013. július 30. 19:00 |

| Nordsjælland | 0–1               | Zenyit        |
| ------------ | ----------------- | ------------- |
|              | (0–0) Jegyzőkönyv | Kerzsakov 49' |

| Farum Park, Farum Játékvezető: Alon Yefet (izraeli) |

| 2013. július 30. 20:00 |

| PAÓK | 0–2               | Metaliszt Harkiv         |
| ---- | ----------------- | ------------------------ |
|      | (0–1) Jegyzőkönyv | Dević 43' (11-esből) 72' |

| Toumba Stadium, Szaloniki Játékvezető: Pol van Boekel (holland) |

| 2013. július 30. 20:45 |

| PSV Eindhoven         | 2–0               | Zulte-Waregem |
| --------------------- | ----------------- | ------------- |
| Depay 61' Locadia 75' | (0–0) Jegyzőkönyv |               |

| Philips Stadion, Eindhoven Játékvezető: Luca Banti (olasz) |

| 2013. július 30. 21:00 |

| Olympique Lyonnais | 1–0               | Grasshopper |
| ------------------ | ----------------- | ----------- |
| Biševac 64'        | (0–0) Jegyzőkönyv |             |

| Stade de Gerland, Lyon Játékvezető: Hüseyin Göçek (török) |

| 2013. július 31. 20:30 |

| Red Bull Salzburg | 1–1               | Fenerbahçe                |
| ----------------- | ----------------- | ------------------------- |
| Alan 68'          | (0–0) Jegyzőkönyv | Cristian 90+5' (11-esből) |

| Red Bull Arena, Salzburg Játékvezető: Duarte Gomes (portugál) |

#### 3. selejtezőkör, 2. mérkőzések (nem bajnok csapatok)
| 2013. augusztus 6. 20:45 |

| Fenerbahçe                   | 3–1               | Red Bull Salzburg |
| ---------------------------- | ----------------- | ----------------- |
| Meireles 8' Sow 17' Webó 34' | (3–1) Jegyzőkönyv | Soriano 4'        |

| Şükrü Saracoğlu, Isztambul Játékvezető: Paweł Gil (lengyel) |

| 2013. augusztus 6. 21:00 |

| Grasshopper | 0–1               | Olympique Lyonnais |
| ----------- | ----------------- | ------------------ |
|             | (0–0) Jegyzőkönyv | Grenier 82'        |

| Letzigrund, Zürich Játékvezető: Antonio Mateu Lahoz (spanyol) |

| 2013. augusztus 7. 18:00 |

| Zenyit                                             | 5–0               | Nordsjælland |
| -------------------------------------------------- | ----------------- | ------------ |
| Shirokov 26' 90+3' Hulk 50' Danny 62' Arshavin 68' | (1–0) Jegyzőkönyv |              |

| Petrovszkij Stadion, Szentpétervár Játékvezető: Serge Gumienny (belga) |

| 2013. augusztus 7. 19:00 |

| Metaliszt Harkiv | 1–1               | PAÓK      |
| ---------------- | ----------------- | --------- |
| Blanco 72'       | (0–0) Jegyzőkönyv | Necid 83' |

| Metalist Stadium, Harkiv Játékvezető: Florian Meyer (német) |

| 2013. augusztus 7. 20:45 |

| Zulte-Waregem | 0–3               | PSV Eindhoven                                        |
| ------------- | ----------------- | ---------------------------------------------------- |
|               | (0–0) Jegyzőkönyv | Matavž 56' (11-esből) Bakkali 73' Godeau 90' (öngól) |

| Constant Vanden Stock Stadium, Anderlecht Játékvezető: Felix Zwayer (német) |

## Rájátszás
A harmadik selejtezőkörhöz hasonlóan a rájátszás is két ágon zajlott. A párosítások továbbjutói a bajnokok-ligája csoportkörébe jutottak, míg a vesztes csapatok a 2013–2014-es Európa-liga csoportkörében folytatták.

### Bajnokcsapatok rájátszása
A bajnokcsapatok harmadik selejtezőkörének 10 továbbjutója verseng a bajnokok ligája-csoportkörbe kerülésért.
| Kiemelt                                                       | Nem kiemelt                                                               |
| ------------------------------------------------------------- | ------------------------------------------------------------------------- |
| FC Basel Celtic Steaua București Viktoria Plzeň Dinamo Zagreb | Austria Wien Legia Warszawa NK Maribor Ludogorec Razgrad Sahter Karagandi |

#### Rájátszás, párosítások (bajnokcsapatok)
| 1. csapat          | Össz.Tooltip Aggregate score | 2. csapat      | 1. mérk. | 2. mérk. |
| ------------------ | ---------------------------- | -------------- | -------- | -------- |
| Bajnoki ág         |                              |                |          |          |
| Dinamo Zagreb      | 3–4                          | Austria Wien   | 0–2      | 3–2      |
| Ludogorec Razgrad  | 2–6                          | FC Basel       | 2–4      | 0–2      |
| Viktoria Plzeň     | 4–1                          | NK Maribor     | 3–1      | 1–0      |
| Sahter Karagandi   | 2–3                          | Celtic         | 2–0      | 0–3      |
| Steaua București   | 3–3 (i.g.)                   | Legia Warszawa | 1–1      | 2–2      |
| Nem bajnoki ág     |                              |                |          |          |
| Olympique Lyonnais | 0–4                          | Real Sociedad  | 0–2      | 0–2      |
| Schalke 04         | 4–3                          | PAÓK           | 1–1      | 3–2      |
| Paços de Ferreira  | 3–8                          | Zenyit         | 1–4      | 2–4      |
| PSV Eindhoven      | 1–4                          | AC Milan       | 1–1      | 0–3      |
| Fenerbahçe         | 0–5                          | Arsenal        | 0–3      | 0–2      |

1. 1 2  2013. augusztus 14-én az UEFA kizárta az ukrán Metaliszt Harkiv csapatát az európai kupasorozatokból egy 2008-ban lejátszott mérkőzés manipulálása miatt. A döntés értelmében a PAÓK a BL rájátszásába került.[1] A Harkiv a Nemzetközi Sportdöntőbírósághoz (CAS) fordult, amely azonban elutasította az ukrán csapat beadványát.[2]

#### Rájátszás, 1. mérkőzések (bajnokcsapatok)
| 2013. augusztus 20. 17:00 |

| Sahter Karagandi                  | 2–0               | Celtic |
| --------------------------------- | ----------------- | ------ |
| Finonchenko 12' Khizhnichenko 77' | (1–0) Jegyzőkönyv |        |

| Asztana Arena, Asztana Játékvezető: Pavel Královec (cseh) |

| 2013. augusztus 20. 20:45 |

| Viktoria Plzeň                   | 3–1               | NK Maribor |
| -------------------------------- | ----------------- | ---------- |
| Čišovský 8' Darida 58' Ďuriš 90' | (1–0) Jegyzőkönyv | Mejač 66'  |

| Doosan Arena, Plzeň Játékvezető: Olegário Benquerença (portugál) |

| 2013. augusztus 21. 20:45 |

| Dinamo Zagreb | 0–2               | Austria Wien             |
| ------------- | ----------------- | ------------------------ |
|               | (0–0) Jegyzőkönyv | Leovac 68' Stanković 75' |

| Makszimir Stadion, Zágráb Játékvezető: Howard Webb (angol) |

| 2013. augusztus 21. 20:45 |

| Ludogorec Razgrad           | 2–4               | FC Basel                                    |
| --------------------------- | ----------------- | ------------------------------------------- |
| Marcelinho 23' Stoyanov 50' | (1–1) Jegyzőkönyv | Szaláh 12' 59' Sio 63' Schär 83' (11-esből) |

| Vasil Levski National Stadium, Szófia Játékvezető: Wolfgang Stark (német) |

| 2013. augusztus 21. 20:45 |

| Steaua București | 1–1               | Legia Warszawa |
| ---------------- | ----------------- | -------------- |
| Piovaccari 34'   | (1–0) Jegyzőkönyv | Kosecki 53'    |

| Arena Națională, Bukarest Játékvezető: Nicola Rizzoli (olasz) |

#### Rájátszás, 2. mérkőzések (bajnokcsapatok)
| 2013. augusztus 27. 20:45 |

| Austria Wien         | 2–3               | Dinamo Zagreb                          |
| -------------------- | ----------------- | -------------------------------------- |
| Mader 5' Kienast 82' | (1–2) Jegyzőkönyv | Brozović 34' Fernándes 43' Beqiraj 70' |

| Generali Arena, Bécs Játékvezető: Paolo Tagliavento (olasz) |

| 2013. augusztus 27. 20:45 |

| FC Basel              | 2–0               | Ludogorec Razgrad |
| --------------------- | ----------------- | ----------------- |
| Frei 11' P. Degen 79' | (1–0) Jegyzőkönyv |                   |

| St. Jakob-Park, Bázel Játékvezető: Willie Collum (skót) |

| 2013. augusztus 27. 20:45 |

| Legia Warszawa               | 2–2               | Steaua București         |
| ---------------------------- | ----------------- | ------------------------ |
| Radović 27' Rzeźniczak 90+4' | (1–2) Jegyzőkönyv | Stanciu 7' Piovaccari 9' |

| Pepsi Arena, Varsó Játékvezető: Pedro Proença (portugál) |

| 2013. augusztus 28. 20:45 |

| NK Maribor | 0–1               | Viktoria Plzeň |
| ---------- | ----------------- | -------------- |
|            | (0–1) Jegyzőkönyv | Tecl 3'        |

| Stadion Ljudski vrt, Maribor Játékvezető: Felix Brych (német) |

| 2013. augusztus 28. 20:45 |

| Celtic                                    | 3–0               | Sahter Karagandi |
| ----------------------------------------- | ----------------- | ---------------- |
| Commons 45+1' Szamarász 48' Forrest 90+2' | (1–0) Jegyzőkönyv |                  |

| Celtic Park, Glasgow Játékvezető: Svein Oddvar Moen (norvég) |

### Bajnoki helyezés alapján részt vevő csapatok rájátszása
A 4. és 5. helyen rangsorolt labdarúgó-bajnokságok bronzérmes, valamint az 1–3.-ig rangsorolt labdarúgó-bajnokságok 4. helyezett csapatai ebben a körben csatlakoznak a bajnoki helyezés alapján részt vevő csapatok harmadik selejtezőkörének öt továbbjutójához.
| Kiemelt                                               | Nem kiemelt                                                               |
| ----------------------------------------------------- | ------------------------------------------------------------------------- |
| Arsenal Olympique Lyonnais AC Milan Schalke 04 Zenyit | PSV Eindhoven Metaliszt Harkiv Fenerbahçe Real Sociedad Paços de Ferreira |

#### Rájátszás, 1. mérkőzések (nem bajnok csapatok)
| 2013. augusztus 20. 20:45 |

| Olympique Lyonnais | 0–2               | Real Sociedad               |
| ------------------ | ----------------- | --------------------------- |
|                    | (0–1) Jegyzőkönyv | Griezmann 17' Seferović 50' |

| Stade de Gerland, Lyon Játékvezető: Milorad Mažić (szerb) |

| 2013. augusztus 20. 20:45 |

| Paços de Ferreira | 1–4               | Zenyit                                 |
| ----------------- | ----------------- | -------------------------------------- |
| Leão 58'          | (0–1) Jegyzőkönyv | Shirokov 27' 60' 90' Degra 85' (öngól) |

| Estádio do Dragão, Porto Játékvezető: Martin Atkinson (angol) |

| 2013. augusztus 20. 20:45 |

| PSV Eindhoven | 1–1               | AC Milan        |
| ------------- | ----------------- | --------------- |
| Matavž 60'    | (0–1) Jegyzőkönyv | El Shaarawy 15' |

| Philips Stadion, Eindhoven Játékvezető: Cüneyt Çakır (török) |

| 2013. augusztus 21. 20:45 |

| Schalke 04 | 1–1               | PAÓK      |
| ---------- | ----------------- | --------- |
| Farfán 32' | (1–0) Jegyzőkönyv | Stoch 73' |

| Veltins-Arena, Gelsenkirchen Játékvezető: Stéphane Lannoy (francia) |

| 2013. augusztus 21. 20:45 |

| Fenerbahçe | 0–3               | Arsenal                                    |
| ---------- | ----------------- | ------------------------------------------ |
|            | (0–0) Jegyzőkönyv | Gibbs 51' Ramsey 64' Giroud 77' (11-esből) |

| Şükrü Saracoğlu, Isztambul Játékvezető: Gianluca Rocchi (olasz) |

#### Rájátszás, 2. mérkőzések (nem bajnok csapatok)
| 2013. augusztus 27. 20:45 |

| PAÓK                            | 2–3               | Schalke 04                 |
| ------------------------------- | ----------------- | -------------------------- |
| Athanasiadis 53' Kacuránisz 79' | (0–1) Jegyzőkönyv | Szalai 43' 90' Draxler 67' |

| Toumba Stadium, Thessaloniki Játékvezető: Björn Kuipers (holland) |

| 2013. augusztus 27. 20:45 |

| Arsenal        | 2–0               | Fenerbahçe |
| -------------- | ----------------- | ---------- |
| Ramsey 25' 72' | (1–0) Jegyzőkönyv |            |

| Emirates Stadium, London Játékvezető: Carlos Velasco Carballo (spanyol) |

| 2013. augusztus 28. 18:00 |

| Zenyit                                                   | 4–2               | Paços de Ferreira          |
| -------------------------------------------------------- | ----------------- | -------------------------- |
| Danny Alves 29' 48' Bukharov 66' Arshavin 78' (11-esből) | (1–0) Jegyzőkönyv | Manuel José 67' Carlão 83' |

| Petrovszkij Stadion, Szentpétervár Játékvezető: Alberto Undiano Mallenco (spanyol) |

| 2013. augusztus 28. 20:45 |

| Real Sociedad  | 2–0               | Olympique Lyonnais |
| -------------- | ----------------- | ------------------ |
| Vela 67' 90+1' | (0–0) Jegyzőkönyv |                    |

| Anoeta, San Sebastián Játékvezető: Damir Skomina (szlovén) |

| 2013. augusztus 28. 20:45 |

| AC Milan                     | 3–0               | PSV Eindhoven |
| ---------------------------- | ----------------- | ------------- |
| Boateng 9' 77' Balotelli 55' | (1–0) Jegyzőkönyv |               |

| San Siro, Milánó Játékvezető: Mark Clattenburg (angol) |